# Дискография Kaiser Chiefs
Дискография британской инди-рок-группы Kaiser Chiefs состоит из 7 студийных альбомов, 1 концертного альбома,1 миньона, 2 сборников, 2 видеоальбомов, 25 синглов и 25 видеоклипов.
Группа Kaiser Chiefs была сформирована в английском городе Лидсе в 1997 году одноклассниками Ником Ходжсоном (ударные), Ником Бейнсом (клавишные) и Саймоном Риксом (бас-гитара), к которым позднее присоединились вокалист Рик Уилсон и гитарист Эндрю Уайт. Осенью 2003 года Kaiser Chiefs выпустили дебютный сингл «Oh My God», вышедший на лейбле Drowned In Sound Records, сингл стартовал в чарте с 66-го места в мае 2004 года. В марте 2005 года «Oh My God» был перевыпущен в новой аранжировке, продюсером сингла выступил Стивен Стрит. Перевыпущенная версия сингла «Oh My God» достигла в мае 2005 года 6 места в британском чарте. Дебютным студийным альбомом группы стал вышедший в марте 2005 года на лейбле B-Unique Records альбом Employment, записанный под влиянием новой волны и панк-рока конца 1970-х годов. В Великобритании альбом стартовал в UK Albums Chart с третьего места и достиг второго, был распродан тиражом более двух миллионов экземпляров и шесть раз удостаивался Британской ассоциацией производителей фонограмм (BPI) статуса платинового альбома. Помимо коммерческого успеха альбом был тепло встречен и музыкальной критикой, Employment вошёл в шорт-лист премии Mercury Prize и стал номинантом в категории альбом года премии BRIT Awards в 2006 году. В том же 2005 году группа выпустила видеоальбом Enjoyment, представляющий собой сборник из музыкальных клипов, записи живых выступлений и интервью. Второй студийный альбом группы Yours Truly, Angry Mob был выпущен в феврале 2007 года. Он стал первым релизом группы, достигшем высшей позиции британского чарта, и стал дважды платиновым в Великобритании. Вышедший на альбоме сингл «Ruby» стал первым и единственным синглом группы, достигшем высшей позиции чарта, кроме того он же стал и единственным синглом, получившим статус платинового. В октябре 2008 года Kaiser Chiefs выпустили свой третий альбом Off with the Heads. Он достиг второго места в Великобритании. В 2014 году Kaiser Chiefs выпустили свой четвёртый альбом The Future Is Medieval, вышедший в поддержку альбома сингл «Man on Mars», единственный сингл с ведущим вокалом барабанщика Ника Ходжсона. В Соединённых Штатах Америки альбом вышел в марте 2012 под названием Start the Revolution Without Me. На американской версии помимо изменённого названия и обложки альбома от оригинального издания отличается и сет-лист. В марте 2014 состоялся релиз пятого студийного альбома группы Education, Education, Education & War, впервые за свою историю группа сменила звукозаписывающую компанию, альбом вышел под лейблом Fiction Records. 31 марта 2014 года Education, Education, Education & War достиг первой позиции в британском чарте, вернув группу на первую строчку спустя семь лет после выхода Yours Truly, Angry Mob.

## Студийные альбомы
| Название                                   | Детали | Высшие позиции в чартах | Высшие позиции в чартах | Высшие позиции в чартах | Высшие позиции в чартах | Высшие позиции в чартах | Высшие позиции в чартах | Высшие позиции в чартах | Высшие позиции в чартах | Высшие позиции в чартах | Высшие позиции в чартах | Высшие позиции в чартах | Высшие позиции в чартах | Сертификации                                                 |
| Название                                   | Детали | GB                      | AT                      | AU                      | BE (FL)                 | BE (WL)                 | CH                      | DE                      | ES                      | IE                      | NL                      | NZ                      | USA                     | Сертификации                                                 |
| ------------------------------------------ | --- | ----------------------- | ----------------------- | ----------------------- | ----------------------- | ----------------------- | ----------------------- | ----------------------- | ----------------------- | ----------------------- | ----------------------- | ----------------------- | ----------------------- | ------------------------------------------------------------ |
| Employment                                 | - Релиз: 7 марта 2005 - Лейбл: B-Unique Records (BUN #093) - Формат: CD, LP, Цифровая дистрибуция                                  | 2                       | —                       | 60                      | 19                      | 88                      | —                       | 55                      | 97                      | 2                       | 12                      | 77                      | 86                      | - BPI: 6× платиновый - ARIA: Золотой - IFPI: 3× платиновый   |
| Yours Truly, Angry Mob                     | - Релиз: 26 февраля 2007 - Лейбл: B-Unique Records (BUN #122) - Формат: CD, CD/DVD, LP, Цифровая дистрибуция                       | 1                       | 5                       | 9                       | 2                       | 30                      | 11                      | 6                       | 37                      | 2                       | 1                       | 39                      | 45                      | - BPI: 2× платиновый - ARIA: Золотой - IFPI Austria: Золотой |
| Off with Their Heads                       | - Релиз: 20 октября 2008 - Лейбл: B-Unique Records (BUN #144) - Формат: CD, LP, Цифровая дистрибуция                               | 2                       | 25                      | 12                      | 11                      | 36                      | 19                      | 29                      | 69                      | 16                      | 16                      | 34                      | 55                      | - BPI: Золотой                                               |
| The Future Is Medieval                     | - Релиз: 3 июня 2011 - Лейбл: B-Unique Records (BUN #165) - Формат: CD, LP, Цифровая дистрибуция                                   | 10                      | —                       | 25                      | 34                      | 37                      | 83                      | 91                      | 95                      | 107                     | 40                      | —                       | —                       |                                                              |
| Start the Revolution Without Me            | - Релиз: 6 марта 2012 - Лейбл: B-Unique Records (#931449) - Издавался только в Северной Америке - Формат: CD, Цифровая дистрибуция | —                       | —                       | —                       | —                       | —                       | —                       | —                       | —                       | —                       | —                       | —                       | 46                      |                                                              |
| Education, Education, Education & War      | - Релиз: 31 марта 2014 - Лейбл: Fiction Records (EDUCATE 02) - Формат: CD, LP, Цифровая дистрибуция                                | 1                       | —                       | 65                      | 33                      | 40                      | 76                      | 39                      | —                       | 62                      | 37                      | —                       | —                       | - BPI: Золотой                                               |
| Stay Together                              | - Релиз: 07 октября 2016 - Лейбл: Fiction Records (TOGETHER1) - Формат: CD, LP, Цифровая дистрибуция                               | 4                       | —                       | —                       | 89                      | 105                     | 88                      | —                       | —                       | —                       | —                       | —                       | —                       |                                                              |
| Duck                                       | - Релиз: 26 июля 2019 - Лейбл: Polydor (#7713191, #7713189) - Формат: CD, LP, MC, Цифровая дистрибуция                             | 3                       | —                       | —                       | 90                      | 161                     | 40                      | —                       | —                       | —                       | —                       | —                       | —                       |                                                              |
| «—» ставится, если альбом не попал в чарт. | |                         |                         |                         |                         |                         |                         |                         |                         |                         |                         |                         |                         |                                                              |

## Концертные альбомы
| Название                                              | Детали                                                                   | Высшие позиции в чартах | Сертификации |
| ----------------------------------------------------- | ------------------------------------------------------------------------ | ----------------------- | ------------ |
| iTunes Live from London                               | - Релиз: 12 декабря 2008 - Лейбл: Polydor - Формат: Цифровая дистрибуция | —                       |              |
| «—» ставится, если концертный альбом не попал в чарт. |                                                                          |                         |              |

## Сборники
| Название                                    | Детали                                                                                       | Высшие позиции в чартах | Высшие позиции в чартах | Высшие позиции в чартах | Высшие позиции в чартах | Сертификации   |
| Название                                    | Детали                                                                                       | GB                      | AU                      | BE (FL)                 | BE (WL)                 | Сертификации   |
| ------------------------------------------- | -------------------------------------------------------------------------------------------- | ----------------------- | ----------------------- | ----------------------- | ----------------------- | -------------- |
| Employment + Yours Truly, Angry Mob         | - Релиз: 17 июля 2009 - Лейбл: Polydor (5318692) - Формат: 2×CD                              | —                       | —                       | —                       | —                       |                |
| Souvenir: The Singles 2004–2012             | - Релиз: 4 июня 2012 - Лейбл: B-Unique Records (BUN167CD) - Формат: CD, Цифровая дистрибуция | 19                      | 81                      | 92                      | 86                      | - BPI: Золотой |
| «—» ставится, если сборник не попал в чарт. |                                                                                              |                         |                         |                         |                         |                |

## Мини-альбомы
| Название                                        | Детали                                                                                                  | Высшие позиции в чартах | Сертификации |
| ----------------------------------------------- | --- | ----------------------- | ------------ |
| Lap of Honour                                   | - Релиз: 18 января 2005 - Лейбл: Universal (UICU #1102) - Издавался только в Японии - Формат: CD CS, LP | —                       |              |
| «—» ставится, если мини-альбом не попал в чарт. | |                         |              |

## Синглы
| Год                                       | Сингл                                        | Высшие позиции в чартах | Высшие позиции в чартах | Высшие позиции в чартах | Высшие позиции в чартах | Высшие позиции в чартах | Высшие позиции в чартах | Высшие позиции в чартах | Высшие позиции в чартах | Высшие позиции в чартах | Высшие позиции в чартах | Высшие позиции в чартах | Сертификации | Альбом                                |
| Год                                       | Сингл                                        | GB                      | AT                      | AU                      | BE (FL)                 | BE (WL)                 | CH                      | DE                      | IE                      | NL                      | NZ                      | USA Alt                 | Сертификации | Альбом                                |
| ----------------------------------------- | -------------------------------------------- | ----------------------- | ----------------------- | ----------------------- | ----------------------- | ----------------------- | ----------------------- | ----------------------- | ----------------------- | ----------------------- | ----------------------- | ----------------------- | ------------ | ------------------------------------- |
| 2004                                      | «Oh My God»                                  | 6                       | —                       | —                       | —                       | —                       | —                       | —                       | 27                      | 82                      | —                       | —                       |              | Employment                            |
| 2004                                      | «I Predict a Riot»                           | 9                       | —                       | —                       | 67                      | —                       | —                       | 79                      | 25                      | 74                      | —                       | 34                      | BPI: Платина | Employment                            |
| 2005                                      | «Everyday I Love You Less and Less»          | 10                      | —                       | —                       | —                       | —                       | —                       | —                       | —                       | 52                      | —                       | —                       | BPI: Серебро | Employment                            |
| 2005                                      | «Modern Way»                                 | 11                      | —                       | —                       | —                       | —                       | —                       | —                       | 47                      | 89                      | —                       | —                       |              | Employment                            |
| 2005                                      | «You Can Have It All»                        | —                       | —                       | —                       | —                       | —                       | —                       | —                       | —                       | —                       | —                       | —                       |              | Employment                            |
| 2007                                      | «Ruby»                                       | 1                       | 14                      | —                       | 5                       | 28                      | 13                      | 11                      | 5                       | 7                       | 29                      | 14                      | BPI: Платина | Yours Truly, Angry Mob                |
| 2007                                      | «Everything Is Average Nowadays»             | 19                      | —                       | —                       | 67                      | —                       | —                       | 99                      | —                       | 91                      | —                       | —                       |              | Yours Truly, Angry Mob                |
| 2007                                      | «The Angry Mob»                              | 22                      | —                       | 7                       | —                       | —                       | —                       | —                       | —                       | —                       | —                       | —                       |              | Yours Truly, Angry Mob                |
| 2007                                      | «Love’s Not a Competition (But I’m Winning)» | 112                     | —                       | —                       | 60                      | —                       | —                       | —                       | —                       | —                       | —                       | —                       |              | Yours Truly, Angry Mob                |
| 2008                                      | «Never Miss a Beat»                          | 5                       | 65                      | 47                      | 42                      | 68                      | —                       | 76                      | 49                      | 74                      | —                       | —                       |              | Off with Their Heads                  |
| 2008                                      | «Good Days Bad Days»                         | 111                     | —                       | —                       | 71                      | —                       | —                       | —                       | —                       | —                       | —                       | —                       |              | Off with Their Heads                  |
| 2011                                      | «Little Shocks»                              | 179                     | —                       | —                       | 63                      | —                       | —                       | —                       | —                       | —                       | —                       | —                       |              | The Future Is Medieval                |
| 2011                                      | «Man on Mars»                                | —                       | —                       | —                       | 96                      | —                       | —                       | —                       | —                       | —                       | —                       | —                       |              | The Future Is Medieval                |
| 2011                                      | «Kinda Girl You Are»                         | —                       | —                       | —                       | —                       | —                       | —                       | —                       | —                       | —                       | —                       | —                       |              | The Future Is Medieval                |
| 2012                                      | «On the Run»                                 | —                       | —                       | —                       | —                       | —                       | —                       | —                       | —                       | —                       | —                       | —                       |              | Start the Revolution Without Me       |
| 2012                                      | «Listen to Your Head»                        | —                       | —                       | —                       | —                       | 89                      | —                       | —                       | —                       | —                       | —                       | —                       |              | Souvenir: The Singles 2004—2012       |
| 2014                                      | «Bows & Arrows»                              | —                       | —                       | —                       | —                       | —                       | —                       | —                       | —                       | —                       | —                       | —                       |              | Education, Education, Education & War |
| 2014                                      | «Coming Home»                                | 31                      | —                       | —                       | 60                      | —                       | —                       | 80                      | 89                      | —                       | —                       | —                       |              | Education, Education, Education & War |
| 2014                                      | «Meanwhile Up in Heaven»"                    | —                       | —                       | —                       | —                       | —                       | —                       | —                       | —                       | —                       | —                       | —                       |              | Education, Education, Education & War |
| 2014                                      | «Ruffians on Parade»                         | —                       | —                       | —                       | 67                      | —                       | —                       | —                       | —                       | —                       | —                       | —                       |              | Education, Education, Education & War |
| 2014                                      | «My Life»                                    | —                       | —                       | —                       | —                       | —                       | —                       | —                       | —                       | —                       | —                       | —                       |              | Education, Education, Education & War |
| 2015                                      | «Falling Awake»                              | —                       | —                       | —                       | —                       | —                       | —                       | —                       | —                       | —                       | —                       | —                       |              | Сингл не выходил на альбоме           |
| 2016                                      | «Parachute»                                  | —                       | —                       | —                       | —                       | —                       | —                       | —                       | —                       | —                       | —                       | —                       |              | Stay Together                         |
| 2016                                      | «Hole in My Soul»                            | —                       | —                       | —                       | —                       | —                       | —                       | —                       | —                       | —                       | —                       | —                       |              | Stay Together                         |
| 2016                                      | «We Stay Together»                           | —                       | —                       | —                       | —                       | —                       | —                       | —                       | —                       | —                       | —                       | —                       |              | Stay Together                         |
| «—» ставится, если сингл не попал в чарт. |                                              |                         |                         |                         |                         |                         |                         |                         |                         |                         |                         |                         |              |                                       |

## Видеоальбомы
| Год                                             | Название                                                                                      | Высшие позиции в чартах | Сертификации |
| ----------------------------------------------- | --------------------------------------------------------------------------------------------- | ----------------------- | ------------ |
| 2005                                            | Enjoyment - Релиз: 28 ноября 2005 - Лейбл: B-Unique (BUN #101 DVD) - Формат: DVD              | —                       |              |
| 2008                                            | Live at Elland Road - Релиз: 24 ноября 2008 - Лейбл: Polydor (#06025-1790878-9) - Формат: DVD | —                       |              |
| «—» ставится, если видеоальбом не попал в чарт. |                                                                                               |                         |              |

## Видеоклипы
| Год  | Название                                     | Режиссёр(-ы)             |
| ---- | -------------------------------------------- | ------------------------ |
| 2004 | «Oh My God» (первая версия)                  | Чарли Пол                |
| 2004 | «I Predict A Riot» (первая версия)           | Чарли Пол                |
| 2005 | «Oh My God» (вторая версия, live)            | Чарли Пол                |
| 2005 | «Everyday I Love You Less and Less»          | Тим Поуп                 |
| 2005 | «I Predict a Riot» (вторая версия)           | StyleWar                 |
| 2005 | «Modern Way»                                 | Скотт Лион и Рики Уилсон |
| 2005 | «Na Na Na Na Naa»                            |                          |
| 2006 | «Ruby»                                       | StyleWar                 |
| 2007 | «Everything Is Average Nowadays»             | StyleWar                 |
| 2007 | «The Angry Mob»                              | W.I.Z.                   |
| 2007 | «Love’s Not a Competition (But I’m Winning)» | Джим Кэнти               |
| 2008 | «Never Miss a Beat»                          | Goodtimes                |
| 2008 | «Good Days Bad Days»                         | Алекс Кортез             |
| 2009 | «You Want History»                           | Тим Блэквел              |
| 2011 | «Little Shocks»                              | Джейми Робертс           |
| 2011 | «Man on Mars»                                | Сара Дунлоп              |
| 2011 | «Kinda Girl You Are»                         | Дэн Салли                |
| 2012 | «On the Run»                                 |                          |
| 2012 | «Listen to Your Head»                        | Маттиас Эрик Йоханссон   |
| 2014 | «Coming Home»                                | Джеймс Слейтер           |
| 2014 | «Meanwhile Up in Heaven»                     | Джеймс Слейтер           |
| 2014 | «My Life»                                    | Джеймс Слейтер           |
| 2015 | «Falling Awake»                              | Дэнни Норт               |
| 2016 | «Parachute»                                  | Эд Сэйерс                |
| 2016 | «Hole in My Soul»                            | Эд Сэйерс                |

## Саундтреки
Данный раздел списка составлен на основе информации с сайта imdb.com.
| Год  | Песня                                       | Фильм, сериал, игра                                                               | Комментарии                                            |
| ---- | ------------------------------------------- | --------------------------------------------------------------------------------- | ------------------------------------------------------ |
| 2005 | «I Predict A Riot»                          | В 15 эпизоде 2 сезона сериала «Холм одного дерева», в титрах не указана           | Вышла на альбоме Employment                            |
| 2005 | «I Predict A Riot»                          | В 122 эпизоде 12 сезона «Позднего шоу с Дэвидом Леттерманом», в титрах не указана | Вышла на альбоме Employment                            |
| 2005 | «Saturday Night»                            | В 17 эпизоде 2 сезона сериала «Одинокие сердца», в титрах не указана              | Вышла на альбоме Employment                            |
| 2005 | «Na Na Na Na Naa»                           | В 21 эпизоде 2 сезона сериала «Одинокие сердца»                                   | Вышла на альбоме Employment                            |
| 2006 | «I Predict A Riot»                          | В 1 эпизоде 1 сезона сериала "Отель «Вавилон», в титрах не указана                | Вышла на альбоме Employment                            |
| 2006 | «Oh my God»                                 | В видеоигре «Driver: Parallel Lines»                                              | Вышла на альбоме Employment                            |
| 2006 | «I Predict A Riot»                          | В 3 эпизоде 2 сезона сериала «Totally Frank»                                      | Вышла на альбоме Employment                            |
| 2006 | «I Predict A Riot»                          | В фильме «Громобой»                                                               | Вышла на альбоме Employment                            |
| 2006 | «I Predict A Riot»                          | В 1 эпизоде 1 сезона сериала «Улица Ватерлоо», в титрах не указана                | Вышла на альбоме Employment                            |
| 2007 | «Everyday I Love You Less And Less»         | В фильме «Беги, толстяк, беги»                                                    | Вышла на альбоме Employment                            |
| 2007 | «Ruby»                                      | В музыкальной видеоигре «Guitar Hero III: Legends of Rock»                        | Вышла на альбоме Yours Truly, Angry Mob                |
| 2007 | «Everyday I Love You Less And Less»         | В документальном фильме «Dear Deidre»                                             | Вышла на альбоме Employment                            |
| 2007 | «Oh my God»                                 | В фильме «Одноклассницы»                                                          | Вышла на альбоме Employment                            |
| 2007 | «Born to Be a Dancer»                       | В 4 эпизоде 1 сезона сериала «Гевин и Стейси», в титрах не указана                | Вышла на альбоме Employment                            |
| 2008 | «Love’s Not a Competition, But I’m Winning» | В 4 эпизоде 2 сезона сериала «Гевин и Стейси», в титрах не указана                | Вышла на альбоме Yours Truly, Angry Mob                |
| 2009 | «Good Days Bad Days»                        | В сериале «Чак», в титрах не указана                                              | Вышла на альбоме Off with Their Heads                  |
| 2009 | «Good Days Bad Days»                        | В сериале «Переростки», в титрах не указана                                       | Вышла на альбоме Off with Their Heads                  |
| 2009 | «Never Miss a Beat»                         | В музыкальной видеоигре «Guitar Hero 5»                                           | Вышла на альбоме Off with Their Heads                  |
| 2009 | «I Predict A Riot»                          | В фильме «Катись!»                                                                | Вышла на альбоме Employment                            |
| 2009 | «I Predict a Riot»                          | В фильме «Одноклассницы и тайна пиратского золота»                                | Вышла на альбоме Employment                            |
| 2010 | «Never Miss a Beat»                         | В сериале «Жители Ист-Энда», в титрах не указана                                  | Вышла на альбоме Off with Their Heads                  |
| 2010 | «Never Miss a Beat»                         | В фильме «Дневник слабака»                                                        | Вышла на альбоме Off with Their Heads                  |
| 2010 | «I Predict A Riot»                          | В 1 эпизоде 1 сезона сериала «I’m in a Rock 'n' Roll Band!», в титрах не указана  | Вышла на альбоме Employment                            |
| 2010 | «Never Miss a Beat»                         | Во 2 эпизоде 1 сезона сериала «Счастливый город», в титрах не указана             | Вышла на альбоме Off with Their Heads                  |
| 2011 | «Good Days Bad Days»                        | В 5 эпизоде 1 сезона сериала «Форс-мажоры», в титрах не указана                   | Вышла на альбоме Off with Their Heads                  |
| 2011 | «I Predict A Riot»                          | В 7 эпизоде 4 сезона сериала «Rude Tube», в титрах не указана                     | Вышла на альбоме Employment                            |
| 2012 | «I Predict A Riot»                          | В фильме «Кокни против зомби»                                                     | Вышла на альбоме Employment                            |
| 2014 | «Ruby»                                      | В 46 эпизоде 1 сезона сериала «Guapas», в титрах не указана                       | Вышла на альбоме Yours Truly, Angry Mob                |
| 2014 | «Modern Way»                                | В фильме «Каджаки: Правдивая история»                                             | Вышла на альбоме Employment                            |
| 2014 | «You Can Have It All»                       | В фильме «Каджаки: Правдивая история»                                             | Вышла на альбоме Employment                            |
| 2015 | «My Life»                                   | В 18 эпизоде 10 сезона сериала «Улица Ватерлоо», в титрах не указана              | Вышла на альбоме Education, Education, Education & War |
| 2016 | «I Predict a Riot»                          | В 22 эпизоде 3 сезона сериала «Who’s Doing the Dishes?», в титрах не указана      | Вышла на альбоме Employment                            |
| 2017 | «I Predict a Riot»                          | В 10 эпизоде 1 сезона сериала «Начальница», в титрах не указана                   | Вышла на альбоме Employment                            |
| 2017 | «I Predict a Riot»                          | В фильме «Мумия»                                                                  | Вышла на альбоме Employment                            |
| 2017 | «I Predict a Riot»                          | В 6 эпизоде 1 сезона телепрограммы «Richard Osman’s House of Games»               | Вышла на альбоме Employment                            |
| 2017 | «Merry Christmas Everyone»                  | В 26 эпизоде 15 сезона телепрограммы «Танцы со звёздами» на телеканале BBC        | Официально не издавалась                               |
| 2018 | «I Predict a Riot»                          | В фильме «Дикие предки»                                                           | Вышла на альбоме Employment                            |
| 2018 | «I Predict a Riot»                          | В фильме «Paddy McGuinness' Sport Relief Warm Up»                                 | Вышла на альбоме Employment                            |
| 2018 | «Everyday I Love You Less And Less»         | В 3 эпизоде 1 сезона сериала «Ready or Not»                                       | Вышла на альбоме Employment                            |

## Комментарии
1. ↑  Здесь и далее по тексту отсутствие сведений в ячейках столбца «Сертификации» означает, что соответствующий релиз не имеет сертификата продаж музыкальных записей.
2. ↑  «Start The Revolution Without Me» не попадал в Billboard Hot 100, но занимал 46 позицию в чарте Billboard Independent Albums[36]